# Arhidieceza de Esztergom-Budapesta

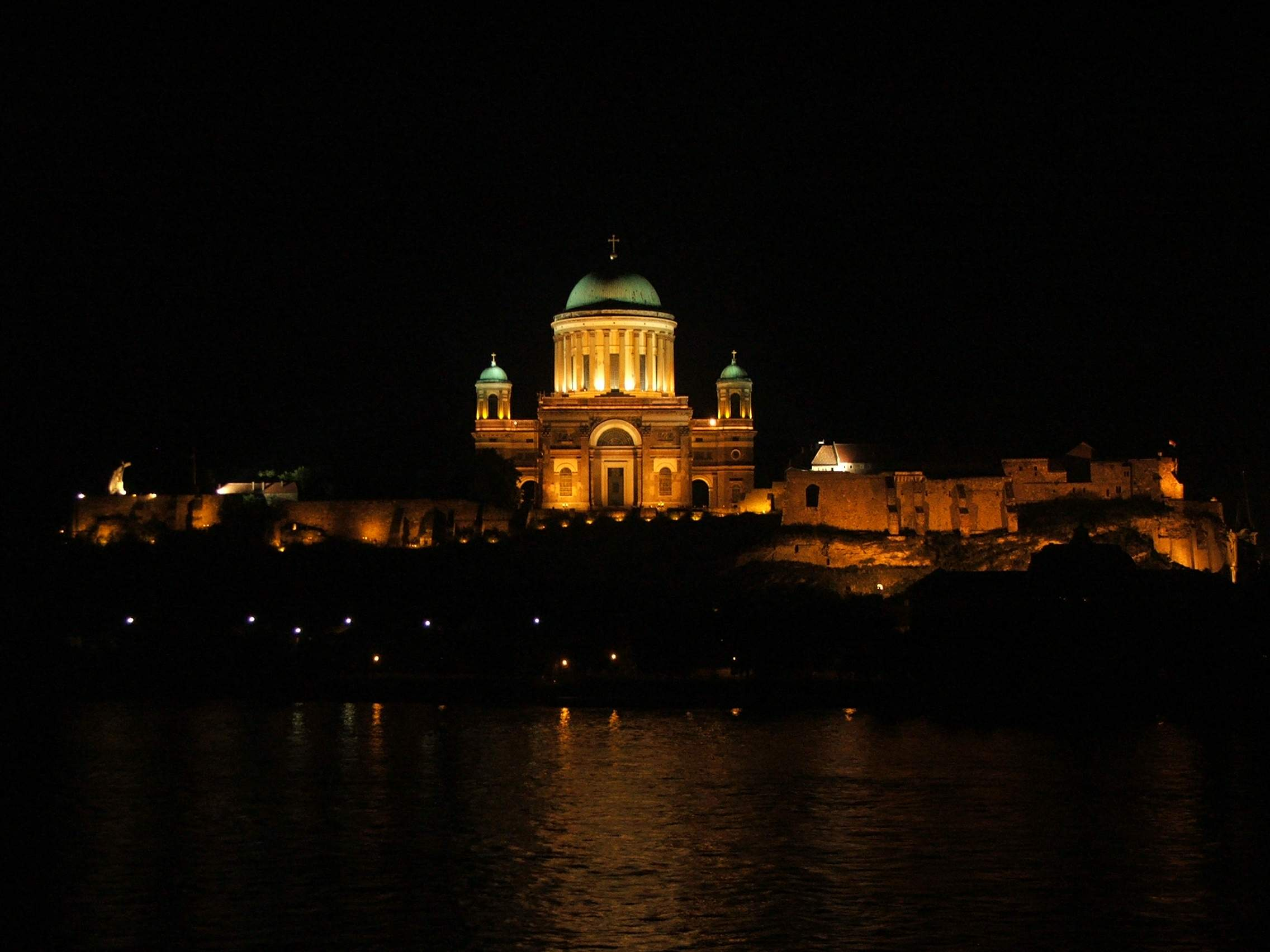
Catedrala arhiepiscopală din Esztergom

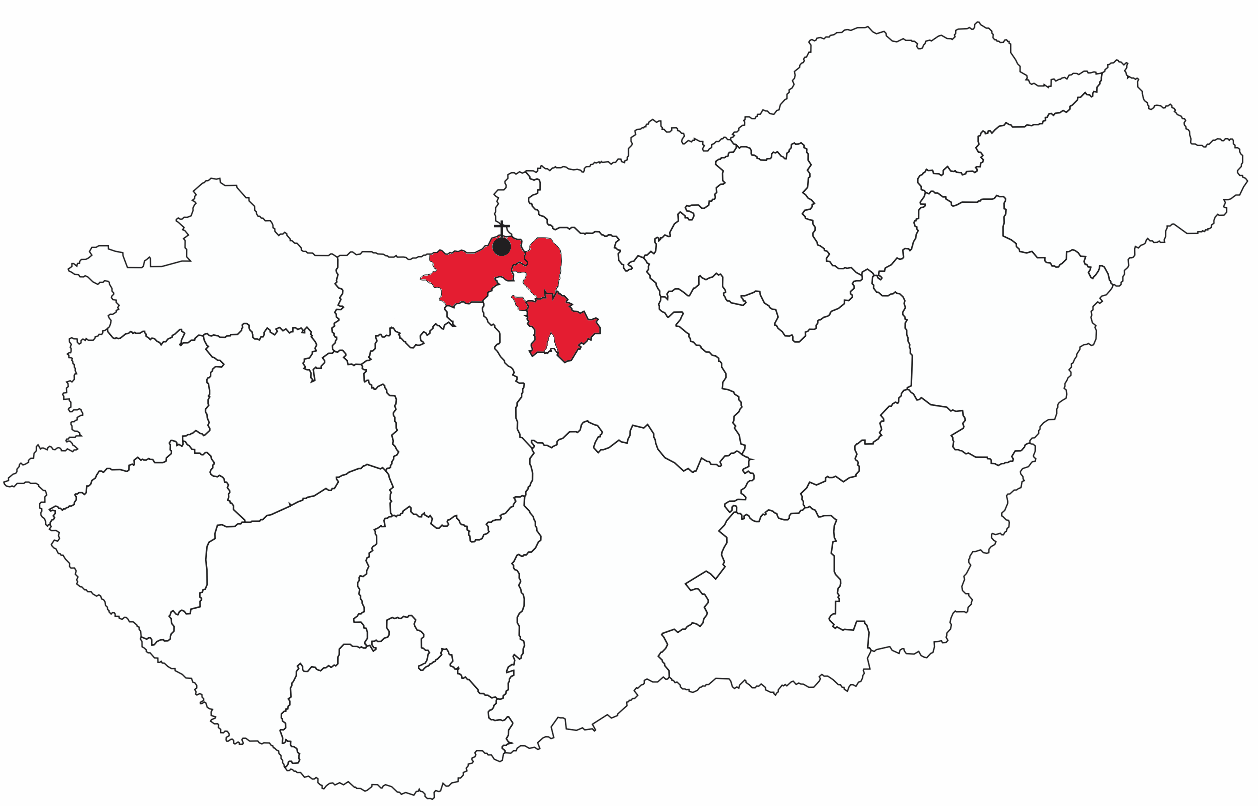
Localizarea jurisdicţiei arhidiecezei pe harta Ungariei

Arhidieceza romano-catolică de Esztergom-Budapesta (în latină Archidioecesis Strigoniensis-Budapestinensis) este una dintre cele patru arhiepiscopii mitropolitane ale Bisericii Romano-Catolice din Ungaria, cu sediul în Esztergom. În 31 mai 1993 i-a fost schimbat numele în Arhiepiscopia de Esztergom-Budapesta. Arhiepiscopul de Esztergom este totodată primat al Ungariei, ceea ce face ca arhiepiscopia să fie cea mai importantă din țară. În prezent ea deține două episcopii sufragane, anume Dieceza de Győr și Dieceza de Székesfehérvár. 
Din 2002 arhiepiscop de Esztergom și primat al Ungariei este Péter Erdő.

## Istoric
Episcopia a fost fondată în anul 1000 de către regele Ștefan cel Sfânt, fiind cea mai veche episcopie din Ungaria. Primul episcop a fost un anume Dominic. În anul 1009 a fost ridicată la gradul de arhiepiscopie. În evul mediu a avut drept episcopie sufragană și Episcopia de Milcov, cu sediul în Vrancea.
Între cei mai de seamă arhiepiscopi de Esztergom s-a numărat umanistul transilvănean Nicolaus Olahus, arhiepiscop de Esztergom între 1554-1568.
Între 1695-1707 arhiepiscop de Esztergom a fost cardinalul Leopold Karl von Kollonitsch, care a jucat un rol important la unirea Mitropoliei Ortodoxe de Alba Iulia cu Biserica Catolică, act din care a rezultat Biserica Română Unită cu Roma.